# FC Arouca
A Futebol Clube de Arouca egy portugál sportklub. Székhelye Porto városának körzetében van, Aroucában.

## Keret
2023. január 6-i állapotnak megfelelően.

### Jelenlegi játékosok
| #  |     | Poszt | Név                                            |
| -- | --- | ----- | ---------------------------------------------- |
| 2  | GUI | KP    | Morlaye Sylla                                  |
| 3  | ENG | V     | Jerome Opoku                                   |
| 4  | VEN | V     | José Manuel Velázquez                          |
| 5  | POR | KP    | David Simão                                    |
| 6  | BRA | V     | Mateus Quaresma                                |
| 7  | COD | CS    | André Bukia                                    |
| 8  | POR | CS    | Arsénio                                        |
| 9  | BRA | CS    | Bruno Marques (kölcsönben a Santos csapatától) |
| 10 | ARG | CS    | Alan Ruiz                                      |
| 11 | BRA | KP    | Antony                                         |
| 12 | URU | K     | Ignacio de Arruabarrena                        |
| 13 | BRA | V     | João Basso                                     |
| 14 | ESP | KP    | Oriol Busquets                                 |
| 15 | PLE | CS    | Oday Dabbagh                                   |

| #  |     | Poszt | Név                                           |
| -- | --- | ----- | --------------------------------------------- |
| 16 | BRA | K     | Thiago                                        |
| 17 | GHA | KP    | Yaw Moses                                     |
| 19 | ESP | CS    | Rafa Mújica                                   |
| 20 | POR | KP    | Pedro Moreira                                 |
| 21 | UKR | V     | Bohdan Milovanov                              |
| 23 | CIV | KP    | Ismaila Soro (kölcsönben a Celtic csapatától) |
| 25 | BRA | V     | Weverson                                      |
| 28 | POR | KP    | Tiago Esgaio (kölcsönben a Braga csapatától)  |
| 43 | BRA | KP    | Vitinho                                       |
| 44 | CRO | V     | Nino Galović                                  |
| 64 | POR | V     | Rafael Fernandes                              |
| 92 | POR | K     | João Valido                                   |
|    | USA | CS    | Benji Michel                                  |

### Kölcsönben
| # |     | Poszt | Név                                  |
| - | --- | ----- | ------------------------------------ |
|   | BRA | V     | Luiz Gustavo (a Gondomar csapatánál) |

## Sikerek
- Portugál másodosztály (Segunda Liga/Liga Portugal 2)

Ezüstérmes (1): 2012–13
Bronzérmes (1): 2020–21
- Portugál harmadosztály (Segunda Divisão)

Bajnok (2): 2009–10, 2019–20
- Portugál negyedosztály (Terceira Divisão)

Bajnok (1): 2007–08
- Aveiro Regionális Liga

Bajnok (2): 2006–07, 2002–03

## Külső hivatkozások
- Hivatalos weboldal  (portugál)